# اریک بیار
اریک بیار (فنلاندی: Erik Beijar; ۱۵ مهٔ ۱۹۲۱ – ۸ نوامبر ۱۹۹۳) بازیکن فوتبال و داور فوتبال اهل فنلاند بود.